# التحريفية
التحريفية لقب أطلقه الرافضون للمؤتمر العشرين للحزب الشيوعي السوفييتي والذي تخلى من وجهة نظرهم عن أسس الماركسية اللينينية الأساسية وأول من وضع تصنيفا للتحريفية هو الرئيس الصيني ماو تسي تونغ والرئيس الكوري الشمالي كيم إيل سونغ حيث وصف الأخير التحريفية بالتالي:ان التحريفيين المعاصرين يرفضون قيادة الحزب الماركسي اللينيني ودكتاتورية البروليتارية اللتين تشكلان المبادئ العامة للثورة الاشتراكية. وهم يؤكدون بان الطابع العدواني للامبريالية قد تغير، وعلى ذلك، فان بوسع الاشتراكية ان تتعايش مع الامبريالية بتآلف، كما انهم يهذون بان الانتقال من الرأسمالية إلى الاشتراكية
يمكن تحقيقه سلميا بواسطة النضال البرلماني هذا ويثير التحريفيون ضجة عالية حول نزع السلاح ويدعون إلى التخلي عن النضال المناهض للامبريالية.
هذه التصنيفات والأسس تقريبا تميز الأحزاب المنعوتة بالتحريفية وهي أغلب الأحزاب الشيوعية التي كانت موالية للإتحاد السوفييتي بعد المؤتمر العشرين الذي تضمن قرارات مشابهة لما ذكره كيم إيل سونغ.
تُنعت التحريفية بالخورتشوفية أحياناً بسبب أن المناهضين لهذا الفكر يعتبرون أن الزعيم السوفييتي نيكيتا خورتشوف هو مؤسسها

## الستالينية
وصفت الأحزاب المعادية للتيارات التحريفية بوصف ستالينية لأنها رأت في ما قدمه ستالين في موضوع الماركسية اللينينية ضماناً للحفاظ على النهج الماركسي اللينيني الصحيح، رغم أن ستالين لم يكن منظراً شيوعياً واسهاماته الفلسفية والمعرفية ليست كبيرة إلا أن مسألة اللينينية التي رسخها جعلت من أسس اللينينية ركيزة أساسية في الفكر المعادي للتحريفية، وتحولت هذه التيارات في يومنا إلي تيارات عديدة عرف البعض منها بالبلشفي وهي تيارات ومنظمات وأحزاب تكثر في دول الأتحاد السوفييتي السابق ومنها من انطلق إلى اسهامات ماو تسي تونغ ومن تبع الصين كما تبعت الأحزاب المنعوتة بالتحريفية الاتحاد السوفييتي

## الماركسية اللينينية الماوية
في البداية حصل انشقاق كبير في الحركة الشيوعية العالمية بسبب ظهور التحريفية كما يسميها من رفض المؤتمر السوفيتي العشرين، وتبنى العديد من الأحزاب الشيوعية في العالم الرافضة للنهج السوفييتي وصفا بعد اسم الحزب فأصبح يسمى على سبيل المثال: الحزب الشيوعي التركي(الماركسي اللينيني) وأضيفت الماركسي اللينيني للعديد من الأحزاب التي رفضت التحريفية، ونعتها خصومها بالأحزاب الماوية لأنها اعتمدت على اسهامات الرئيس الصيني ماو تسي تونغ.
بعد وفاة ماو تسي تونغ أظهر الرئيس الألباني أنور خوجة نفسه كماركسي لينيني فانتقد الصين والاتحاد السوفييتي ليظهر بمظهر الزعيم العالمي للشيوعية الماركسية اللينينية، لكن ضعف اسهاماته النظرية وبرامجه السياسية حالت دون أن يأخذ ألقاً كما أخذه الرئيس الصيني ماو تسي تونغ.
في عام 1984 اتفقت مجموعة من الأحزاب الماركسية اللينينية المعادية للنهج السوفييتي على اعتبار أن الماركسية اللينينية اسهام ماو تسي تونغ ليست كافية بل يجب أن يحصل تقدم نظري فاجتمعت وعقدت مؤتمر للحركة العالمية للثورة التي ضمت العديد من الأحزاب الشيوعية الماركسية اللينينية وأعتبروا أن الماوية تطور ثالث للماركسية اللينينية، وتبعهم الأسم الذي لصق بهم منذ الخمسينات فصاروا يعرفون بالماويين رسميا منذ تلك السنة.

## التحريفية بعد انهيار الاتحاد السوفيتي
أصيبت الأحزاب التابعة للمعسكر السوفييتي بخيبة أمل وشهدت نكسات سياسية وانشقاقات عديدة وتخلى البعض منها عن الشيوعية السوفيتية وتحول إلى أفكار جديدة كاليوروشيوعية وغيره، بينما ازدادت الأحزاب الماركسية اللينينية والماوية ثقة بنفسها بسبب صحة نظريتها حول الاتحاد السوفييتي الذي كان ينعت بالأمبريالية السوفيتية.

## أحزاب تُنعت بالتحريفية
معظم الأحزاب الشيوعية العربية والعالمية تنتمي لهذا التصنيف بسبب تبعيتهم للحزب السوفييتي منذ المؤتمر العشرين وقد تصف نفسها بحزب ماركسي أو حزب يسترشد بالفكر الماركسي والتراث اللينيني بعض الأحزاب غيرت من سياستها وانتسبت للستالينية كفكر ماركسي لينيني.